# Spinning (spinnewiel)
Een spinning was een bijeenkomst, vaak in de winter gehouden, waar door meisjes en vrouwen werd gesponnen.
Deze spinningen boden een goede gelegenheid om verhalen, liederen en allerlei andere wetenswaardigheden te laten horen.
Met de bijgelovige opvattingen van de deelneemsters van de spinningen, die door ook verkondigd werden, werd de spot gedreven in Die Evangelien vanden Spinrocke. Een verboden volksboek "zo waar als evangelie", gedrukt te Antwerpen, ca. 1510, gebaseerd op een Franstalig origineel uit de 15e eeuw.
De spinningen hebben op het platteland tot in de 19e eeuw bestaan.